# 李莎
李莎（俄语：Елизавета Павловна Кишкина；1914年3月20日—2015年5月12日），女，俄罗斯萨拉托夫州巴拉绍斯基县人，李立三之妻，后加入中华人民共和国国籍，中华人民共和国俄罗斯语文学教育的开创者之一。

## 生平

### 相识结婚
1914年3月，李莎生在俄罗斯萨拉托夫省一个贵族庄园里。李莎的父亲生于1850年，64岁时有了李莎，取李莎的祖母的名字叫“叶丽萨维塔”。李莎5岁时，李莎69岁的父亲在肃反运动中被人押送到“契卡”受审逮捕，父亲在去区中心城市图尔基的途中吞服了戒指里藏的氰化钾自杀身亡，从此李莎和母亲相依为命。后来，父亲的姐姐也吞服氰化钾自杀身亡。10岁时，李莎劝母亲摘掉了挂在墙上的东正教圣像。1928年14岁从七年制学校毕业，进入莫斯科出版印刷技术学校半工半读。1931年17岁自莫斯科出版印刷技术学校毕业时，响应苏维埃政府号召，支援西伯利亚建设，分配至苏联远东哈巴罗夫斯克边疆区出版社从事版面设计工作。在海参崴加入苏联共青团，任出版社共青团支部书记。
一天，李莎校对一本书单时，发现共产国际出版的一本书的书名是《反对列宁主义的斗争》。她找到出版社负责人，了解到这是从一本中国读物翻译的，一位翻译粗心地将“立三主义”译成了“列宁主义”。不久，李莎从一位朋友处得知“立三”就是李立三，是中国共产党领导人，曾犯过“大错误”，被定为“机会主义者”。
1933年，李莎回到莫斯科，在地质出版社工作，同时读夜校，准备考大学。1933年秋，一天李莎去看望在远东时期的女性朋友萨尔达，萨尔达的丈夫是在共产国际工作的中国人杨松。李莎在萨尔达家遇到一个也在共产国际工作的中国青年“李明”，此后李明和李莎成为朋友。李明、李莎、萨尔达、杨松等朋友还曾一起到郊外游玩。1934年秋，李莎听说李明搬家，便和女友顺道去看望，发现满屋狼藉，李明正收拾行李。李明自称要去黑海休养，但李莎半信半疑，因为当时并非到海滨避暑的季节，而且李莎和女友看见了李明准备装箱的一双高腰皮靴，这种皮靴适合在山林里长途跋涉。她们和李明道别后，私下认为李明肯定是要秘密回国。
后来，有一次李莎和远东的朋友聊天，才得知“李明”就是李立三。1935年夏，李莎从工农速成班毕业，决定报考地质勘探专业。一天，李莎在家复习功课，突然接到了李立三来的电话。李立三没有说他是从哪里回来。后来李莎才得知，李立三这几个月去了阿拉木图建立与中国苏区恢复联络的秘密交通站。此后，李立三经常给李莎打电话。
经过将近一年相处，李莎和李立三感情日深。李莎知道李立三当时正受排挤，不少人都不敢和李立三交往，但李莎并不在乎。李莎一开始不敢考虑结婚，因为两人年龄差距大，李莎也考上了莫斯科外语师范学院，她还担心李立三随时可能回国而把自己丢下，她听说许多苏联姑娘嫁给外国革命者却没有被带回国。对此，李立三诚恳地向她表白，李莎最终决定结婚。当时李立三已有婚史，有五个子女，又有政治问题，还是外国人，而李莎是未婚。李莎的很多亲戚朋友都不理解甚至反对这桩婚事，但李莎的母亲支持。由于党内有规定，李立三要结婚必须经过党组织批准，所以李莎去找中国共产党驻共产国际代表团负责人王明，王明语气冷淡，但还是批准了这一婚事。1936年2月，在莫斯科共产国际留克斯公寓七层楼的一间14平方米的房间内，李莎和李立三举行了简单的婚宴，陈云、欧阳钦、《救国时报》的十多个中国同志参加。随后李立三在李莎母亲处宴请了李莎的亲友。
新婚不久的一天，李立三从康生处带回两个中国男孩，哥哥谢廖沙十三四岁，弟弟柯利亚大概十一岁，两人不会俄语，听说是不久前从中国到法国，由康生从法国接来。兄弟俩走后，李立三告诉李莎：“他们的真名一个叫毛岸英，一个叫毛岸青，是我们党的领袖毛泽东的孩子。”李莎由此才知道中国共产党的领袖叫毛泽东。

### 丈夫被捕
大清洗期间，1938年2月23日，苏联军警闯进李立三居住的共产国际留克斯公寓，逮捕了李立三。李立三平静地对李莎说，自己是清白的，没做过对不起苏联人民和中国共产党的事情，请李莎把这些话转告中国共产党驻共产国际代表团。李立三被抓走后，李莎将李立三的话记在纸上，敲开住在隔壁的中共代表陈潭秋的门，告诉他李立三被捕，并将纸条交给他。次日一早，有关人员将李莎赶出留克斯公寓，搬进院子内一个小房间，这是“肃反”中被捕人员家属的集体宿舍。此后，李莎所在的莫斯科外语师范学院团支部书记将她叫到办公室说：“你丈夫是一个外国特务，是人民的敌人，你是一个共青团员，必须同他划清界限，脱离关系！”数日后，莫斯科外语师范学院团组织举行全体团员大会。临近散会时，大会主席要求李莎当场表态是要团籍还是要丈夫，李莎表示：“我和李立三共同生活了两年，没有发现他有任何可疑的行为，他是无罪的，我等待对他的审判结果！”不久，莫斯科外语师范学院召开团员大会，开除了李莎的苏联共青团团籍。
为了寻找因“托派”和“日本特务”罪名而被捕的李立三的下落，李莎在四个月内找遍了莫斯科每所监狱，最终在塔卡干监狱找到了李立三。李莎每月只有250卢布的奖学金，还要负责母亲的生活。她每月拿出50卢布给李立三，并常买食物送去。李莎还奋力学习，因为功课只要有一个“良”，奖学金就会被取消，她就没有钱给李立三。李立三第一次收到李莎送进监狱的50卢布时，不禁高兴地大哭。李立三在监狱关押近两年，肃反委员会没查出他的反革命罪行，来苏联治臂伤的周恩来也多次与苏联当局交涉，终于促成李立三获释。
1939年11月6日，一名苏联内务部官员敲开李莎的房门问：“您就是李莎同志吗？”自李立三被捕后，很少有人称李莎为“同志”。李莎点点头。“我给您送来了十月革命的礼物。”官员说完便闪在一旁，他身后就站着李立三。“亲爱的，是你！”李莎紧紧拥抱李立三，泪流满面。后来李莎回忆道：“这是我一生中最欢喜的时刻。”
1941年，李莎毕业于莫斯科外语师范学院法语专业。1943年8月，李莎生下一个女孩，李立三起名“李英男”。当时共产国际关于开除李立三党籍的决议尚未撤销，李立三找不到工作，长期只能靠共产国际微薄的救济金生活。苏德战争期间，李立三夫妇和其他苏联人一样开垦荒地，生产自救。

### 来到中国
1945年12月31日，李立三应召到苏共中央对外联络部谈话，苏共中央对外联络部部长潘友新告诉李立三：“你已当选中共第七届中央委员会委员，而且得票相当可观，名列当选委员的第14位，祝贺你！”并且无条件准许李立三回中国。新年过后，李立三暂别妻女，乘西伯利亚大铁路的火车回到中国，结束了在苏联的15年生活。此后，李立三设法促使苏联方面为李莎赴中国放行。
1946年9月，李莎告别妈妈，带着三岁的女儿李英男离开莫斯科，10月到达中国哈尔滨，与李立三团聚，自此李莎再也没离开过李立三。和李莎、李英男母女一道从莫斯科乘火车到中国的，还有林利（林伯渠之女）、孙维世。李莎到哈尔滨的第二天，林彪的妻子叶群就带着小女儿来李立三家看望。当时林彪、叶群家和李立三、李莎家隔街相望，也住在铁路职工小区。叶群随李莎学了一段时间俄语。
刚来哈尔滨时，李莎将俄语名改为中文名“李莎”，并接受战地救护训练。中共中央东北局决定成立一个由李立三夫妇和林利担任总校审的俄文编译组。该小组后来翻译出版了中国第一部俄文版《毛泽东选集》，在苏联、南斯拉夫、捷克斯洛伐克等国大量发行。李立三夫妇从始至终参加了译文校审工作。中华人民共和国成立后，在该编译组的基础上成立了中共中央编译局。李立三夫妇一直同中央编译局联系密切，实际上成为中央编译局的顾问，参与苏联俄文图书、文件的中文翻译及毛泽东思想和中共中央文件的俄文译稿翻译、校审工作。
1947年，李莎被安排到哈尔滨俄语专科学校任教。自此一直在中国从事俄语教学工作。李莎本来想教法语，但不得不放弃初衷。1949年3月，李立三调到北京任中共中央职工运动委员会书记、中华全国总工会党组书记。1949年4月，李莎带着两个女儿从哈尔滨到北京，在北京俄语学院任教，同时还担任外文出版社的顾问。1949年10月1日，李立三随同国家领导人参加了中华人民共和国开国大典，李莎也应邀在礼宾台观礼。李立三、李莎在北京的家位于北极阁三条。1959年，北京俄语学院与北京外国语学院合并组建新的北京外国语学院，李莎随之转入新的北京外国语学院任教。1994年，北京外国语学院更名为北京外国语大学。1996年，李莎因患心脏病而不再任教。
1950年代初，中华人民共和国时兴学习俄语。经林伯渠之女林利推荐，李莎担任毛泽东的妻子江青的俄语老师。李莎回忆道：“我之所以被选中，一是俄语是我的母语，又有一定的教学经验。但更重要的原因是我有李立三夫人的身份，政治上可靠，被允许出入毛主席的寓所。”江青随李莎学习俄语的地点是中南海丰泽园菊香书屋，那是毛泽东的住所。不久，江青对俄语的兴趣消失，就停止了随李莎的学习。

### 文革劫难

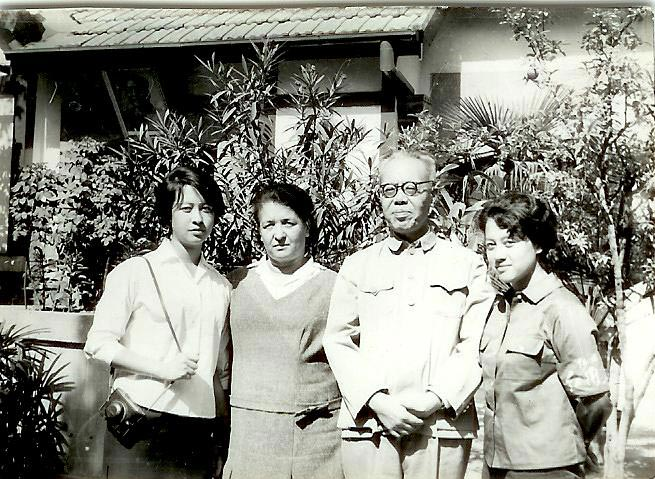
1966年，李立三全家最后一次合影。左起：李雅兰、李莎、李立三、李英男

1959年庐山会议上，康生将1957年和郭绍唐有过接触的中共中央委员召集起来，宣布1957年应周恩来邀请访华的苏联籍学者郭绍唐是苏联特务，认为郭绍唐来华访问是有任务的，要求大家断绝同郭绍唐的往来。此外，康生还放出风声说，李立三的妻子李莎是苏联籍，李立三有里通外国嫌疑。据称，这种风声当时直接吹到毛泽东耳边。许多人一下子对李立三避而不见，李立三家顿时冷清。随后，有人给中央写诬告信说，李莎和苏联驻华大使馆保持紧密联系，且有“修正主义言论”，值得怀疑。1962年，中央成立了一个调查组审查该问题，审查采取“背靠背”方式，没有惊动李莎，而是由康生出面向李立三“了解情况”。李立三对诬告信中的不实之辞逐一澄清，说明李莎一贯拥护中共立场、反对修正主义，偶尔去苏联驻华大使馆只是办理护照延期等手续，无任何不正当联系。中央调查组没有发现李莎“和苏修有联系”的任何证据。
1960年代中苏关系破裂后，不少和中国人结婚的苏联公民先后离开中国，李莎选择留在丈夫李立三身边。1962年10月14日，李立三给周恩来写了一封四千字的信，就李莎问题向中央申诉：“她同我结婚26年了，在政治上始终和我一致，没有过任何不好的表现。到中国来也已经16年了，耳濡目染，政治思想有不少进步，逐步认识我们党和毛泽东思想的正确伟大，对我们党和我国人民的事业是非常热爱的。”信中还引用毛泽东在1962年1月中央扩大会议上的话：“要坚决相信苏联国家是好的国家，苏联人民是好的人民”，信中强调：“不要把修正主义与苏联人民混为一谈”。周恩来亲自找李立三谈话，建议如果不愿和李莎离婚，就一定要让李莎转入中国籍。经过李立三劝说，1964年夏，李莎放弃了苏联国籍，同年经周恩来批准加入中国国籍。
文化大革命爆发时，李立三的职务是中共中央华北局书记，但早就有名无实，几年来大部分时间都在基层开展四清运动。1966年6月初，华北局书记处在北京开会，李立三从天津赶回参加，却被挡在门外。李立三向华北局第一书记李雪峰提出质问，遭到冷遇。自此，李立三实际上被停职。
1966年8月，中共中央华北局院内开始张贴大字报，一些人勒令李立三“向群众做检查”。康生对中央文革小组成员说：“你们不要以为李立三是‘死老虎’，死老虎也有虎威。你们要在他身上放一把火，彻底烧一烧。”1967年2月1日，李立三第一次遭到批斗，这是中共中央华北局机关内部一次小范围批斗会，华北局的造反派遵照戚本禹“对李莎不要客气”的指示，将李莎和李立三一起揪到批斗会上，李莎脖子上挂的牌子用大字写着：“苏修特务李莎”。批斗会结束后，疲惫的李立三进了家门便倒在床上，但过了一会儿李立三就开玩笑地说：“李莎，你的级别提高了，现在你和华北局书记们可以平起平坐了。”自此，李莎和李立三接受的批斗会和抄家就未间断过。
1967年夏初，戚本禹以中央文革名义接见华北局群众组织代表，公开点了李立三的名。戚本禹说，华北局的群众运动不应当将矛头指向李雪峰，重点应是李立三，“李立三是真老虎，不是死老虎。”“李立三的问题很大，就好比这一暖瓶的水，你们掌握的仅仅是一点。”“李立三是里通外国分子，他老婆是苏修特务。”戚本禹以中央文革名义作出的这一表态立刻扭转了华北局的文革方向及群众情绪，各色“批李战斗团”随即产生。1967年6月5日，北京各大专院校以及外地造反派共56个组织联合成立“批斗李立三反革命修正主义集团联络站”，直接同中央文革挂钩，搜集材料并定期汇报。联络站成立公告上宣布：李立三“勾结一小撮党内走资本主义道路当权派和牛鬼蛇神，进行一系列里通外国的反革命罪恶勾当，为刘少奇的篡党篡政篡军活动老实效劳。”北京到处流传着李立三、李莎从事间谍活动的谣言。对李立三的批斗也不再是1966年那样的小范围内部检讨，批斗规模远远扩大。于是，李立三给毛泽东写信，反驳《批斗李立三反革命修正主义集团联络站公告》。信还未写成，1967年6月19日李立三就被造反派带走。李立三去世以后，李莎奉命搜查“家里床单下”的信时，才发现了藏在褥子底下的这封信。
1967年6月19日，李立三被华北局的造反派从家带走。6月20日，在中共中央华北局的批斗会上，李莎站在台上见到了丈夫李立三。散会后，李莎扶李立三出门，并递给他一杯开水喝。二人被押上同一辆汽车，开到府右街停下，李莎被要求下车，李立三伸出手和她告别并说：“你多保重！”随后车开走了。这是二人的诀别。李莎被要求上了停在对面的另一辆车，送回北极阁三条的家里。李立三被关进造反派私设的牢房里，1967年6月22日死亡。据说李立三在造反派私设的牢房里服用大量安眠药，在被送往北京医院的途中死亡。李立三在造反派私设的牢房里写下了一封致毛泽东的遗书，并提到“我还有写给你的信，放在家里床单下。没有写完。请派人找出送你审阅。”次日即6月23日，李莎被逮捕，关进秦城监狱。女儿李英男、李雅兰也被以“谈话”为名骗到德胜门外功德林监狱软禁，同年10月被正式逮捕转押秦城监狱，后又下放农村。据李莎回忆，她的逮捕证是由谢富治签署，1968年审讯高潮时，谢富治还现场督阵，这表明中央文革对该案的重视。
“李立三专案组”对李莎采取了逼供信的办法，以及不许睡眠、通宵审问、不给饭吃等迫害手段。但李莎坚持不说谎话，不承认罪名，不诬陷他人。专案组不断施压，轮番审讯。李莎一直坚持不屈，对口供和笔供都字斟句酌，在狱中写出的数十万字材料都仅反映客观事实。文革结束后，中共中央为李莎平反时，赞扬了李莎坚持真理的精神，并指出李莎所写材料为很多人的冤假错案的平反提供了依据。
1969年中共九大后，开始落实“可教育子女”政策，女儿李英男、李雅兰先后回到北京。1975年5月被批准探监看望李莎。探监前，专案组宣布纪律：不许将李立三去世的消息告诉李莎，不许说亲友中谁受牵连，不要抱头大哭等等。李莎当时表情麻木、动作迟钝，头发已全白并稀少，身穿一身黑色衣裤。几天后，李莎被直接押到山西运城，安置在当地棉科所大院内的一间平房里，大院中有一株无花果树。李莎每天在附近的农业研究所食堂就餐，和普通干部一样用内部粮票购买饭菜，每月发给生活费。李莎后来才得知，当时中央“李立三专案组”已作出“结论”，将李立三、李莎定为“苏修特务”，并将已死的李立三“清除出党”。李莎在运城虽有了一定行动自由，但仍受秘密监视，且明文规定禁止离开本地回北京。李莎的身体恢复后，要求参加工作，但遭拒绝，说是让李莎“安心养老”。李莎一直不知道李立三已去世，直到1976年春节，女儿李英男来运城探亲，才将李立三早已去世的消息告诉了李莎。
1980年，李莎重获自由。经过李英男奔走呼吁，以及中共中央组织部部长胡耀邦的过问，李立三、李莎的冤案彻底获平反。1980年3月20日，中共中央在北京中山公园中山纪念堂为李立三、贾拓夫举行追悼会，邓小平、胡耀邦等党和国家领导人出席，追悼会由彭真主持，王震致悼词。会上中央肯定了李立三对中国革命的贡献，并指出李立三始终忠于党忠于人民。
文化大革命期间受到李立三、李莎“苏修特务”案牵连的还有其他人。例如林利、孙维世都受此案牵连，被戴上“苏修特务”帽子。孙维世涉案最大的“证据”就是孙维世常和李立三、李莎一家来往，还曾替李立三、李莎一家搞一些话剧演出门票。孙维世惨死在监狱中。李莎后来始终不能原谅江青害死孙维世。

### 晚年贡献
文化大革命结束后，李莎恢复从事俄语教学工作。她主编的《当代苏联文学原著选读》两卷本成为全国高校俄语专业教材。她还编审了全套《俄语视听说教材》、《中级俄语》、《高级俄语》，并定稿《俄语同义语辞典》，她为北京外国语学院教师作基础课教学观摩的录音与录像。作为全国政协委员，她经常参加会议、写提案、到外地考察。曾为贫困地区女生争取受教育机会。她作为全国政协委员递交的改革中国俄语教学现状的提案获得中华人民共和国教育部重视，并受教育部委托多次为全国高校俄语教师开办讲学班，为俄语教师上辅导课。此外，她还参加了《毛泽东选集》一至四卷和《周恩来选集》的俄文审定工作。
1979年，李莎被北京外国语学院首批评定为教授职称，享受中国籍老专家待遇，后又被定为终身教授。1983年起，李莎连续四届担任全国政协委员，还任中俄友好协会理事，并受到江泽民等党和国家领导人多次接见及慰问。1997年5月15日，是李莎来华工作50周年纪念日，国家教委、国家外国专家局、北京外国语大学为她举行了庆祝活动，她的老友、俄语界同仁及学生都来祝贺，她的学生、越南外交部部长阮孟琴也发来贺电，作家高莽还献诗一首。1998年，国际俄语教师联合会授予李莎教授“普希金奖章”，表彰她对中国俄语教学的突出贡献。离休后，李莎开始用俄文撰写回忆录。
李莎一直热爱法语和法国文学，曾为来华访问的法国妇女代表团等做过接待及翻译工作，并在1994年终于实现了到巴黎一游的夙愿。2013年7月8日，在法国驻华大使白林、俄罗斯驻华使馆文化参赞梅捷列夫及亲友的见证下，李莎在其休养的北京友谊医院内接受了法国政府颁发的荣誉军团勋章（军官勋位），这是荣誉军团勋章五个等级勋位中从高到低的第四个等级的勋位。
改革开放后，李莎曾任中国俄语教学研究会理事、中国翻译工作者协会理事、中俄友好协会理事、中国老教授协会名誉理事，全国政协委员。
2015年5月12日，李莎在北京逝世，享年101岁。毛泽东之女李敏、瞿秋白之女瞿独伊、胡乔木之女胡木英、李范五之子李多力及毛泽东外孙女、李敏之女孔东梅参加李莎同志追悼会。

## 家庭
- 丈夫：李立三
- 长女：李英男，北京外国语大学俄语学院院长、教授、博士生导师。[9]
- 次女：李雅兰，在北京第二外国语学院任教。